# Capelle-Fermont
Capelle-Fermont est une commune française située dans le département du Pas-de-Calais en région Hauts-de-France. Ses habitants sont appelés les Capellois-Fermontois.
La commune fait partie de la communauté de communes des Campagnes de l'Artois qui regroupe 96 communes et compte 33 141 habitants en 2021.

## Géographie

### Localisation
Localisée dans le sud-est du département du Pas-de-Calais, Capelle-Fermont, drainée par la Scarpe, est une commune située, à vol d'oiseau, à 10 km au nord-est de la commune d'Avesnes-le-Comte et à 12 km au nord-ouest de la commune d’Arras (chef-lieu d'arrondissement et préfecture du Pas-de-Calais).
Le territoire de la commune est limitrophe de ceux de six communes.
Les communes limitrophes sont  Agnières, Camblain-l'Abbé, Frévin-Capelle, Habarcq, Haute-Avesnes et Hermaville.

### Géologie et relief
La superficie de la commune est de 2,96 km2 ; son altitude varie de 82  à   122 m.

### Hydrographie
Le territoire de la commune est situé dans le bassin Artois-Picardie.
La commune est traversée par la rivière Scarpe, cours d'eau naturel non navigable de 26,8 km qui prend sa source dans la commune de Tincques et se jette dans la Scarpe canalisée au niveau de la commune de Saint-Nicolas.

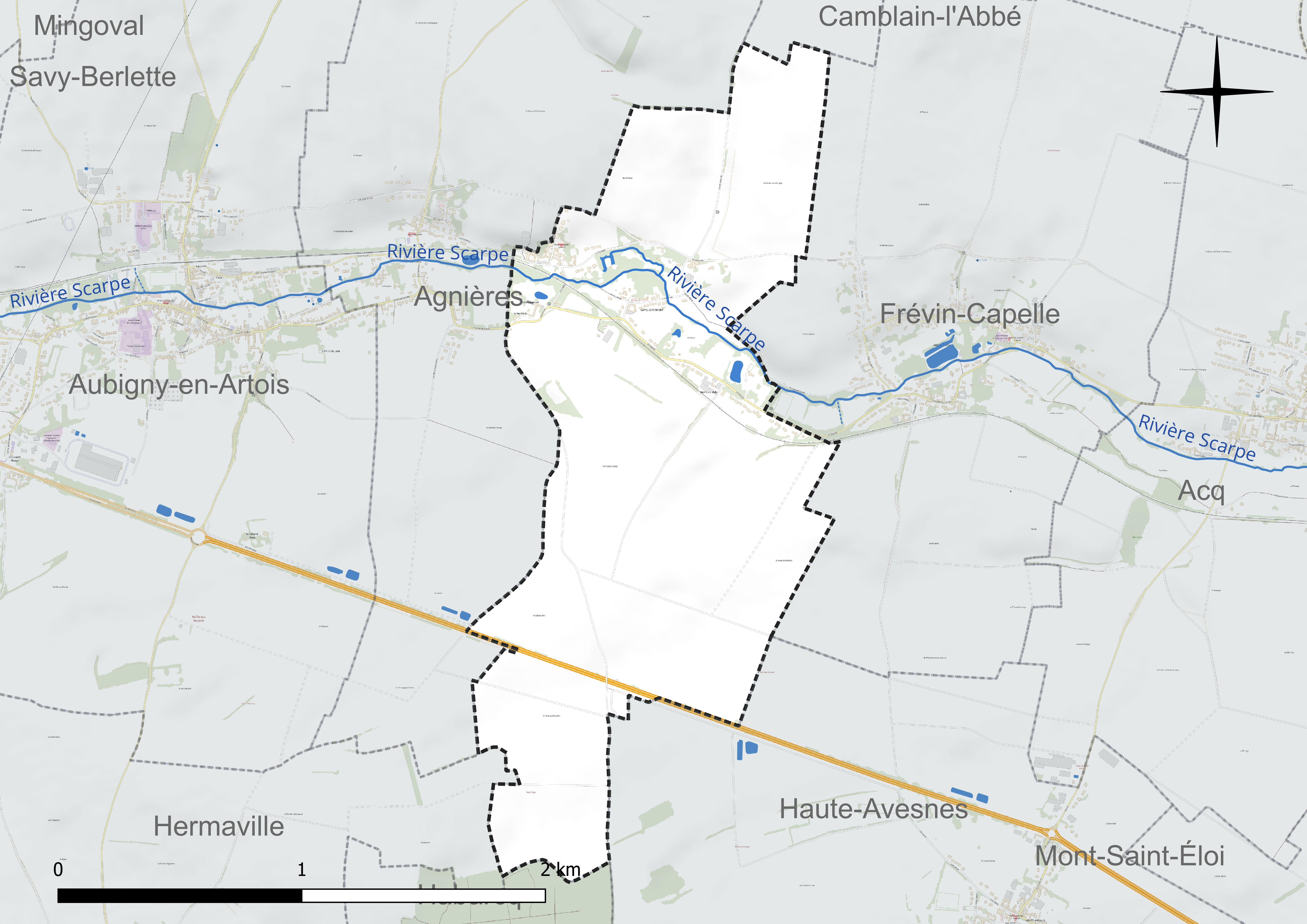
Réseau hydrographique de Capelle-Fermont.

### Climat
Pour des articles plus généraux, voir Climat des Hauts-de-France et Climat du Pas-de-Calais.
En 2010, le climat de la commune est de type climat océanique dégradé des plaines du Centre et du Nord, selon une étude du CNRS s'appuyant sur une série de données couvrant la période 1971-2000. En 2020, Météo-France publie une typologie des climats de la France métropolitaine dans laquelle la commune est exposée à un climat océanique et est dans une zone de transition entre les régions climatiques « Nord-est du bassin Parisien » et « Côtes de la Manche orientale ».
Pour la période 1971-2000, la température annuelle moyenne est de 10,3 °C, avec une amplitude thermique annuelle de 13,8 °C. Le cumul annuel moyen de précipitations est de 793 mm, avec 12,6 jours de précipitations en janvier et 9 jours en juillet. Pour la période 1991-2020, la température moyenne annuelle observée sur la station météorologique la plus proche, située sur la commune de Saulty à 17 km à vol d'oiseau, est de 10,4 °C et le cumul annuel moyen de précipitations est de 899,7 mm,. Pour l'avenir, les paramètres climatiques de la commune estimés pour 2050 selon différents scénarios d'émission de gaz à effet de serre sont consultables sur un site dédié publié par Météo-France en novembre 2022.

### Milieux naturels et biodiversité

#### Zone naturelle d'intérêt écologique, faunistique et floristique
L’inventaire des zones naturelles d'intérêt écologique, faunistique et floristique (ZNIEFF) a pour objectif de réaliser une couverture des zones les plus intéressantes sur le plan écologique, essentiellement dans la perspective d’améliorer la connaissance du patrimoine naturel national et de fournir aux différents décideurs un outil d’aide à la prise en compte de l’environnement dans l’aménagement du territoire.
Le territoire communal comprend une ZNIEFF de type 1 : le bois d'Habarcq et ses lisières. Le bois d’Habarcq constitue l’un des rares boisements de ce territoire. Cette ZNIEFF présente un intérêt géologique par la succession de couches géologiques, passant par la craie du Sénonien, les sables Landéniens et les limons de plateau.

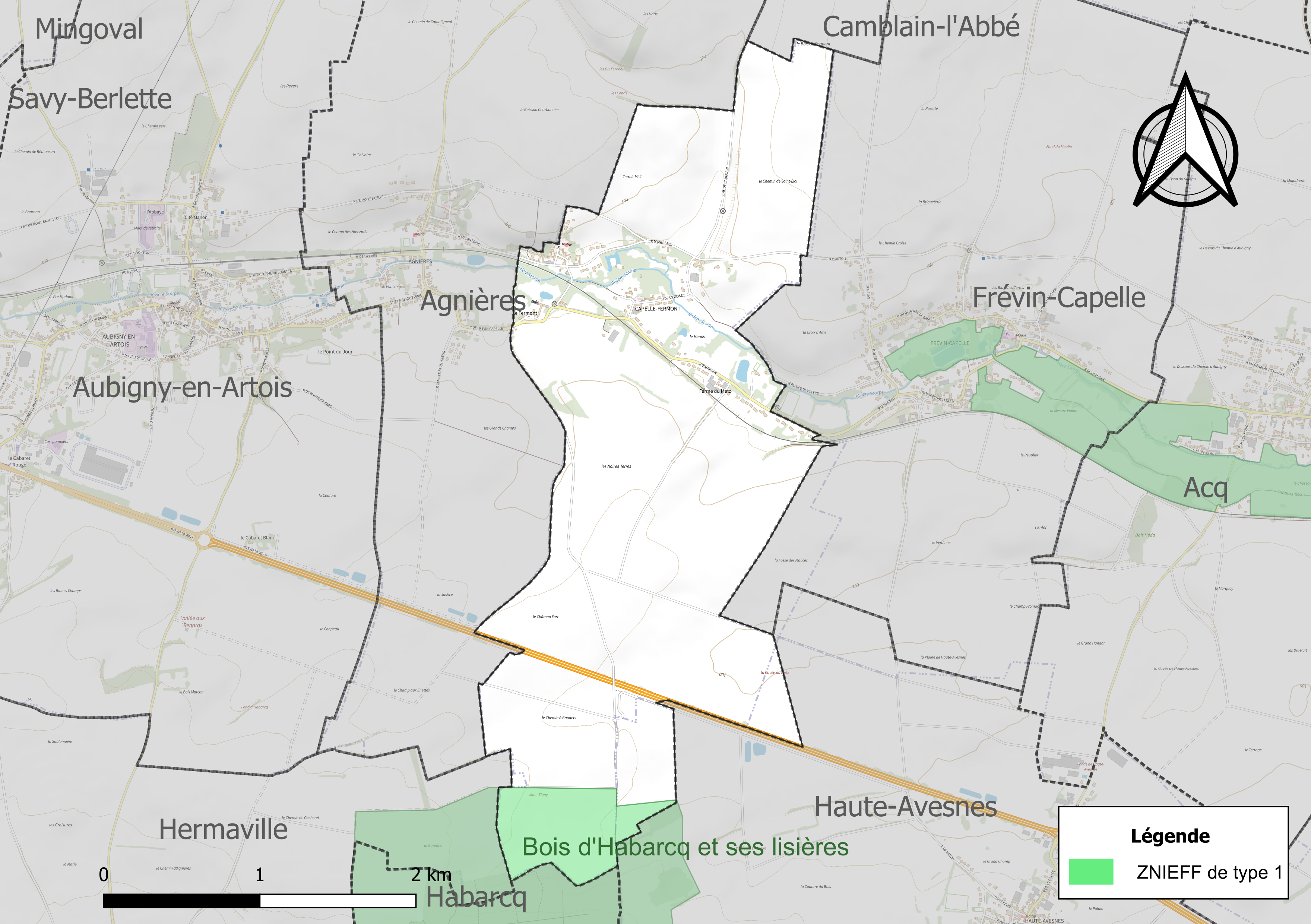
Carte de la ZNIEFF sur la commune.

## Urbanisme

### Typologie
Au 1er janvier 2024, Capelle-Fermont est catégorisée commune rurale à habitat dispersé, selon la nouvelle grille communale de densité à sept niveaux définie par l'Insee en 2022.
Elle appartient à l'unité urbaine d'Aubigny-en-Artois, une agglomération intra-départementale regroupant six  communes, dont elle est une commune de la banlieue,,. Par ailleurs la commune fait partie de l'aire d'attraction d'Arras, dont elle est une commune de la couronne,. Cette aire, qui regroupe 163 communes, est catégorisée dans les aires de 50 000 à moins de 200 000 habitants,.

### Occupation des sols
L'occupation des sols de la commune, telle qu'elle ressort de la base de données européenne d’occupation biophysique des sols Corine Land Cover (CLC), est marquée par l'importance des territoires agricoles (96,8 % en 2018), en diminution par rapport à 1990 (100 %). La répartition détaillée en 2018 est la suivante :
terres arables (81,4 %), prairies (15,4 %), zones urbanisées (3,2 %). L'évolution de l’occupation des sols de la commune et de ses infrastructures peut être observée sur les différentes représentations cartographiques du territoire : la carte de Cassini (XVIIIe siècle), la carte d'état-major (1820-1866) et les cartes ou photos aériennes de l'IGN pour la période actuelle (1950 à aujourd'hui).

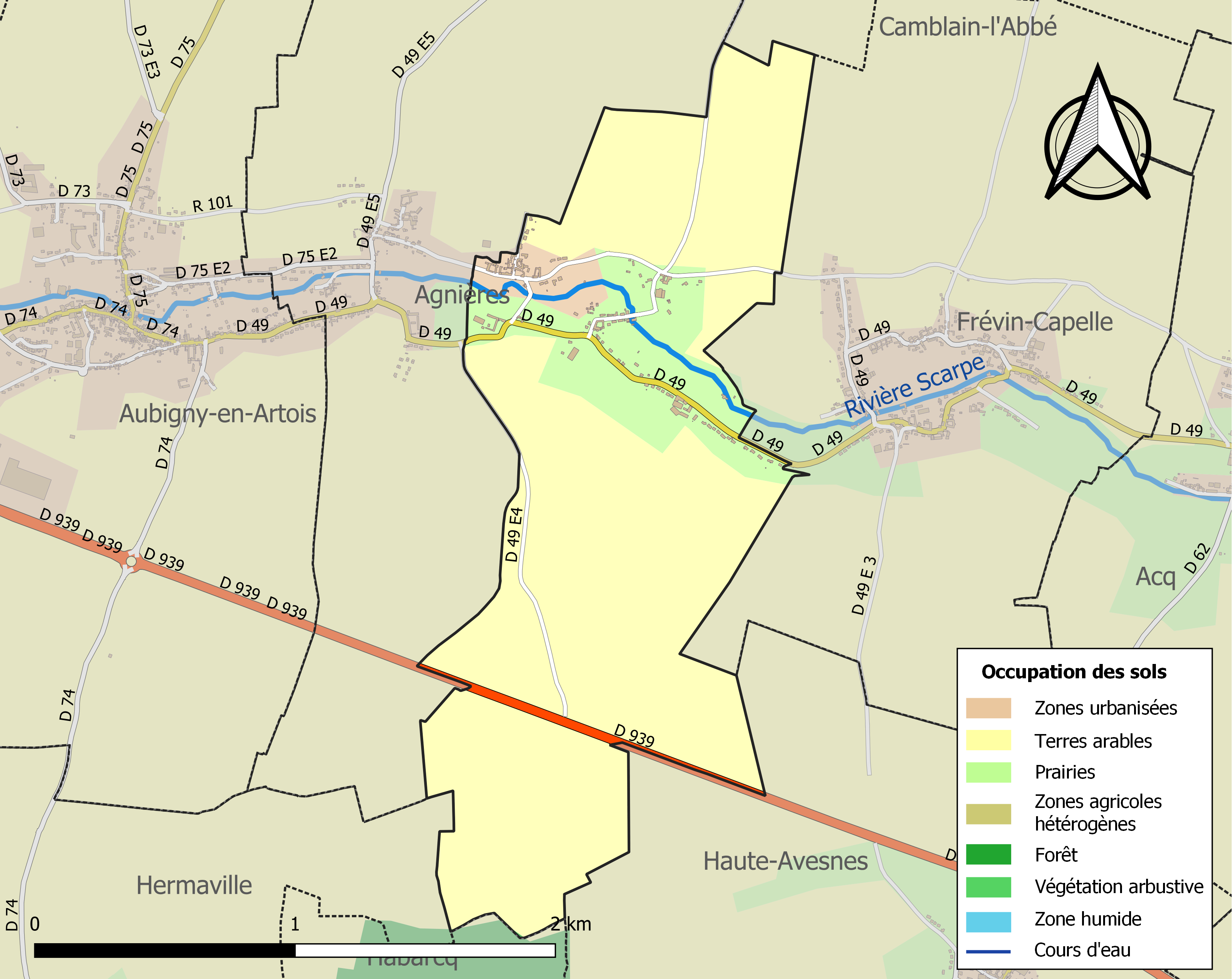
Carte des infrastructures et de l'occupation des sols de la commune en 2018 (CLC).

### Lieux-dits, hameaux et écarts
Sur le territoire communal, se trouve :
- le hameau : de Fermont.
- le lieu-dit le Mont-Tigny[18].

### Voies de communication et transports

#### Voies de communication
La commune est desservie par la route départementale D 49 et la D 939 qui relie Cambrai et Le Touquet-Paris-Plage

#### Transport ferroviaire
La commune se trouve à 2 km, à l'est, de la gare d'Aubigny-en-Artois, située sur la ligne d'Arras à Saint-Pol-sur-Ternoise, desservie par des trains TER Hauts-de-France.

## Toponymie

### Capelle
Le nom de la localité est attesté sous les formes Capella (1251) ; Parrochia Omnium Sanctorum versus Albiniacum (1261) ; Le Capele d’encosté Aubigni (1273) ; Capella (XIVe siècle) ; Chapele-lez-Aubigné et Capelle (XVIIIe siècle), Capel (1793), Cappel.

Du picard capelle (« chapelle »).

Le nom de ce village fait supposer que les premières maisons qui l’ont composé, se sont groupées autour d’une chapelle que la piété des habitants avait élevée en l’honneur de la mère de Dieu.
Avant la Révolution française, on trouve également le nom de la commune écrit sous la forme : Eraines et Fermont.

### Fermont
Le nom de la localité est attesté sous les formes Offermont (1268) ; Le Fiermont (1273) ; Fermont (XVIIIe siècle) ; Fermont-lez-Aubigny (1739).

### Fusion
Capelle absorbe Fermont entre 1790 et 1794 et est attesté sous la forme Capelle-Fermont depuis 1801

## Histoire
Capelle, ainsi que le hameau du Fermont, dépendait en 1269, du bailliage d’Aubigny-le-Comte. Il avait pour dépendances deux fermes importantes, situées sur la rive gauche de la Scarpe, le Fermont et le Metz.
Pendant la Première Guerre mondiale, Capelle-Fermont est en arrière du front de l'Artois. Des troupes ont séjourné sur la commune, après avoir été relevées du front ou avant de s'y rendre, par exemple en début juillet 1915.

## Politique et administration

### Découpage territorial
La commune se trouve dans l'arrondissement de Saint-Pol du département du Pas-de-Calais de 1801 à 1925, et, depuis 1926, à l'arrondissement d'Arras.

#### Commune et intercommunalités
La commune est membre de la communauté de communes des Campagnes de l'Artois.

#### Circonscriptions administratives
La commune est rattachée au canton d'Aubigny-en-Artois de 1801 à 2014, et depuis 2015 au canton d'Avesnes-le-Comte.

#### Circonscriptions électorales
Pour l'élection des députés, la commune fait partie de la première circonscription du Pas-de-Calais.

### Élections municipales et communautaires

#### Liste des maires
| Période                                  | Période                      | Identité         | Étiquette | Qualité                                                          |
| ---------------------------------------- | ---------------------------- | ---------------- | --------- | ---------------------------------------------------------------- |
| Les données manquantes sont à compléter. |                              |                  |           |                                                                  |
| 1995                                     | 2020                         | Jean Desfrancois |           | Retraité Réélu pour le mandat 2014-2020,                         |
| 25 mai 2020                              | En cours (au 5 février 2022) | Sabine Surelle   |           | Profession intermédiaire administrative de la fonction publique, |

## Équipements et services publics

### Justice, sécurité, secours et défense
La commune dépend du tribunal judiciaire d'Arras, du conseil de prud'hommes d'Arras, de la cour d'appel de Douai, du tribunal de commerce d'Arras, du tribunal administratif de Lille, de la cour administrative d'appel de Douai et du tribunal pour enfants d'Arras.

## Population et société

### Démographie
Les habitants sont appelés les Capellois-Fermontois.

#### Évolution démographique
L'évolution du nombre d'habitants est connue à travers les recensements de la population effectués dans la commune depuis 1793. Pour les communes de moins de 10 000 habitants, une enquête de recensement portant sur toute la population est réalisée tous les cinq ans, les populations de référence des années intermédiaires étant quant à elles estimées par interpolation ou extrapolation. Pour la commune, le premier recensement exhaustif entrant dans le cadre du nouveau dispositif a été réalisé en 2007.

En 2022, la commune comptait 221 habitants, en évolution de +2,79 % par rapport à 2016 (Pas-de-Calais : −0,72 %, France hors Mayotte : +2,11 %).
| 1793 | 1800 | 1806 | 1821 | 1831 | 1836 | 1841 | 1846 | 1851 |
| ---- | ---- | ---- | ---- | ---- | ---- | ---- | ---- | ---- |
| 91   | 79   | 87   | 88   | 85   | 82   | 79   | 83   | 80   |

| 1856 | 1861 | 1866 | 1872 | 1876 | 1881 | 1886 | 1891 | 1896 |
| ---- | ---- | ---- | ---- | ---- | ---- | ---- | ---- | ---- |
| 92   | 101  | 95   | 94   | 106  | 117  | 120  | 106  | 107  |

| 1901 | 1906 | 1911 | 1921 | 1926 | 1931 | 1936 | 1946 | 1954 |
| ---- | ---- | ---- | ---- | ---- | ---- | ---- | ---- | ---- |
| 87   | 101  | 98   | 109  | 110  | 115  | 104  | 98   | 122  |

| 1962 | 1968 | 1975 | 1982 | 1990 | 1999 | 2006 | 2007 | 2012 |
| ---- | ---- | ---- | ---- | ---- | ---- | ---- | ---- | ---- |
| 99   | 92   | 83   | 105  | 126  | 127  | 177  | 184  | 200  |

| 2017 | 2022 | - | - | - | - | - | - | - |
| ---- | ---- | - | - | - | - | - | - | - |
| 217  | 221  | - | - | - | - | - | - | - |

#### Pyramide des âges
En 2018, le taux de personnes d'un âge inférieur à 30 ans s'élève à 37,8 %, soit au-dessus de la moyenne départementale (36,7 %). À l'inverse, le taux de personnes d'âge supérieur à 60 ans est de 19,4 % la même année, alors qu'il est de 24,9 % au niveau départemental.
En 2018, la commune comptait 106 hommes pour 114 femmes, soit un taux de 51,82 % de femmes, légèrement supérieur au taux départemental (51,5 %).
Les pyramides des âges de la commune et du département s'établissent comme suit.
| Hommes | Classe d’âge | Femmes |
| ------ | ------------ | ------ |
| 0,0    | 90 ou +      | 0,0    |
| 1,9    | 75-89 ans    | 2,7    |
| 17,1   | 60-74 ans    | 17,0   |
| 22,9   | 45-59 ans    | 17,9   |
| 21,9   | 30-44 ans    | 23,2   |
| 16,2   | 15-29 ans    | 14,3   |
| 20,0   | 0-14 ans     | 25,0   |

| Hommes | Classe d’âge | Femmes |
| ------ | ------------ | ------ |
| 0,5    | 90 ou +      | 1,6    |
| 5,6    | 75-89 ans    | 8,9    |
| 16,7   | 60-74 ans    | 18,1   |
| 20,2   | 45-59 ans    | 19,2   |
| 18,9   | 30-44 ans    | 18,1   |
| 18,2   | 15-29 ans    | 16,2   |
| 19,9   | 0-14 ans     | 17,9   |

## Culture locale et patrimoine

### Lieux et monuments

#### Monument historique

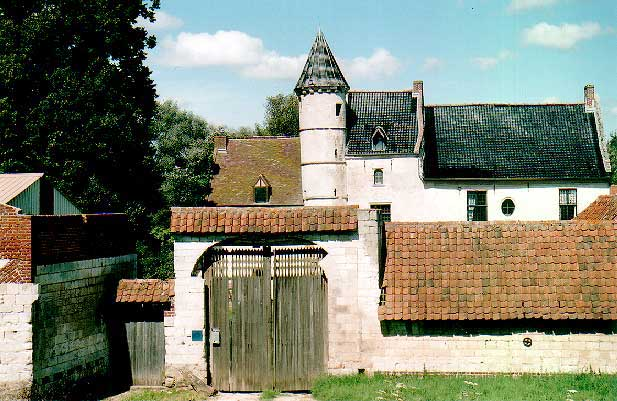
Le manoir de Capelle-Fermont.

- Le manoir de Fermont : façades, toitures et portail d'entrée (cad. A 169) font l'objet d'une inscription au titre des monuments historiques par arrêté du 22 février 1980[37]. On y trouve les armoiries de Jean Grenet qui fut échevin et argentier d'Arras mort en 1539. Ce manoir est restauré une première fois en 1701 par la famille Preudhomme d'Haillies.

#### Autres lieux et monuments
- L’église Notre-Dame, datant du XIe siècle, fait partie des églises fortifiées de l'Artois[38].
- Le monument aux morts[39].

### Héraldique
| Blason de Capelle-Fermont | Blason  | D'azur à trois gerbes de blé d'or.               |
| Blason de Capelle-Fermont | Détails | Le statut officiel du blason reste à déterminer. |

## Pour approfondir